# Ahmed Abu Khattala
Ahmed Salim Faraj Abu Khattala (en árabe: أحمد أبو ختال; nacido el 7 de mayo de 1971) es un libio encarcelado que comandó una pequeña milicia durante la guerra civil libia de 2011. Participó en el asalto al consulado estadounidense en Bengasi, en el que murieron el embajador J. Christopher Stevens y otros tres estadounidenses.
En un artículo de diciembre de 2013 sobre el ataque, el periódico The New York Times lo describió como una figura central en el ataque según testigos libios, aunque no tenía afiliaciones conocidas con grupos terroristas. Abu Khattala negó haber matado a los estadounidenses o haber sido parte del ataque. En su juicio, en un tribunal federal de Estados Unidos en 2017, Abu Khattala fue absuelto de 14 cargos, incluido el de asesinato, pero declarado culpable de cuatro delitos menores relacionados con terrorismo.

## Biografía
Abu Khattala creció en el-Leithi, un barrio de Bengasi llamado así por el Río del Olvido. Recibió educación formal durante nueve años antes de obtener la certificación como mecánico de automóviles. Después de trabajar brevemente como mecánico de automóviles, Khattala pasó la mayor parte de su vida adulta en la cárcel de Abu Salim en Trípoli, recluido por el gobierno de Muamar el Gadafi debido a su extremismo islámico.

## Captura y procesamiento en los Estados Unidos
El fin de semana del 14 al 15 de junio de 2014, el personal de operaciones especiales de la Fuerza Delta de los Estados Unidos lo capturó en una misión encubierta (con nombre en código «Greenbrier River») en Libia, donde utilizó a un informante para atraerlo a una villa aislada en la costa. Según registros judiciales, Khattala estaba armado con una pistola y se resistió violentamente a ser capturado, antes de que lo esposaran, le vendaran los ojos, lo amordazaran y le pusieran orejeras. Fue llevado a Washington D. C. a bordo del muelle de transporte anfibio USS New York (LPD-21). Le colocaron tres grapas médicas mientras estaba a bordo debido a las heridas. Tras su captura, Abu Khattala fue recluido en una celda donde las luces permanecían encendidas veinte horas al día y fue interrogado durante cinco días antes de recibir una Advertencia Miranda.
El 26 de junio de 2014, Abu Khattala fue acusado formalmente por un gran jurado federal en la Corte de Distrito de los Estados Unidos para el Distrito de Columbia por un cargo federal de conspiración para proporcionar apoyo material y recursos a terroristas con resultado de muerte. Esta acusación de un solo cargo fue descrita por funcionarios estadounidenses como una acusación provisional para permitir que Abu Khattala sea llevado ante los tribunales y darle más tiempo al gran jurado para escuchar más pruebas.
El 28 de noviembre de 2017, un jurado en Washington absolvió a Abu Khattala de 14 de los 18 cargos que enfrentaba después de deliberar durante cinco días después del juicio de siete semanas. Fue declarado culpable de cuatro cargos menores, entre ellos conspiración para proporcionar apoyo material al terrorismo, destrucción y daños maliciosos a viviendas y propiedades, así como uso y porte de un arma semiautomática durante un delito violento. El 27 de junio de 2018, Abu Khattala fue sentenciado a 22 años de prisión. El juez lo libró de una posible cadena perpetua, diciendo que esencialmente había sido condenado por delitos contra la propiedad y que ignoraría el veredicto del jurado. Desde entonces, Abu Khattala se encuentra encarcelado en ADX Florence, prisión federal de máxima seguridad en Florence, Colorado.
La sentencia de Khattala fue anulada en julio de 2022 por un Tribunal de Apelaciones del Circuito de DC que dictaminó que una sentencia de 22 años era demasiado corta dada la gravedad de los crímenes de Khattala y la necesidad vital de disuadir tales crímenes. El 26 de septiembre de 2024, Khattala fue sentenciado nuevamente a 28 años de prisión.